# Marie-Andrée Mendes-Campeau
Marie-Andrée Mendes-Campeau (* 12. Januar 1990 in Montreal) ist eine kanadische Shorttrackerin.
Sie begann schon im Alter von vier Jahren mit Eisschnelllaufen und Shorttrack. Seit dem Jahr 2006 gehört sie zum Nationalkader Kanadas. In Bozen nahm Mendes-Campeau Anfang 2008 an der Juniorenweltmeisterschaft teil. Ihr bestes Einzelresultat war ein fünfter Rang über 1500 m, mit der Staffel gewann sie die Bronzemedaille. In der Saison 2008/09 debütierte sie in Salt Lake City im Weltcup. Ein fünfter Rang über 500 m war ihr bestes Saisonresultat, zudem erreichte sie mit der Staffel einen dritten Rang und damit ihr erstes Weltcuppodest. Bei der Juniorenweltmeisterschaft in Sherbrooke gewann sie erneut eine Medaille mit der Staffel, diesmal Silber. Mendes-Campeau konnte sich in der folgenden Saison nicht für das kanadische Weltcupteam qualifizieren, allerdings gewann sie ihre ersten nationalen Titel. Sie setzte sich über 1000 m, 1500 m, 3000 m und im Mehrkampf durch. In der Saison 2010/11 startete sie wieder im Weltcup. Über 1500 m erreichte sie einmal das Finale.